# Pim Hoekzema

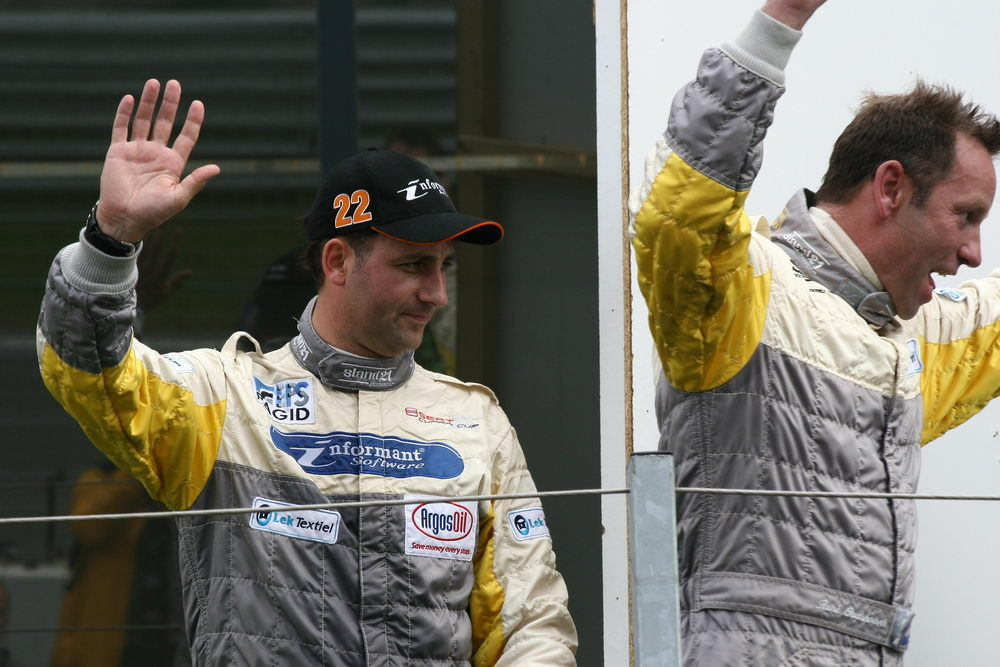
Pim samen met teamgenoot René Oudshoorn.

Pim Hoekzema (1966) woont in Soest en is in 2008 gestopt met het actief bedrijven van autosport.
Zijn favoriete circuits zijn Spa-Francorchamps, Zolder en Zandvoort.

## Racecarrière
- 2001: Compact Cars (Citroën AX GTI), 4 races, 4 x podium. Dutch Super Car Challenge, Sport II (Citroën Saxo VTS), 2 races, 1 x podium
- 2002: Golf GTI Cup, 8 races, 2 x podium, 7e plaats algemeen kampioenschap
- 2003: Winter Endurance Kampioenschap 1 race, 16e plaats, Golf GTI Cup, 9 races, 3 x podium, gedeeld 2e in kampioenschap. Tevens gastrace in Toyota Yaris Cup (Marlboro Masters te Zandvoort)
- 2004: Seat Cupra Cup met René Oudshoorn, 12 races, 1 x podium, 10e in het Nederlands kampioenschap
- 2005: Seat Cupra Cup, 14 races, 7 maal podium, 4e in eindstand Nederlands kampioenschap
- 2006: Seat Cupra Cup, 14 races, 11 maal podium, waaronder 3 overwinningen (o.a. Masters te Zandvoort), 2e in eindstand Nederlands kampioenschap
- 2007: Seat Cupra Cup, 14 races, 3 maal podium, waaronder 1 overwinning (Masters te Zolder – België), 5e in eindstand Nederlands kampioenschap
- 2008: Gestopt met actieve autosport.